# Can't Dance
Can't Dance è un singolo della cantautrice statunitense Meghan Trainor, pubblicato l'11 maggio 2018 come terzo estratto dal terzo album in studio Treat Myself.

## Tracce
Download digitale
1. Can't Dance – 3:00